# Wasiat
Wasiat is een bestuurslaag in het regentschap Purworejo van de provincie Midden-Java, Indonesië. Wasiat telt 1090 inwoners (volkstelling 2010).